# Bairro proletário

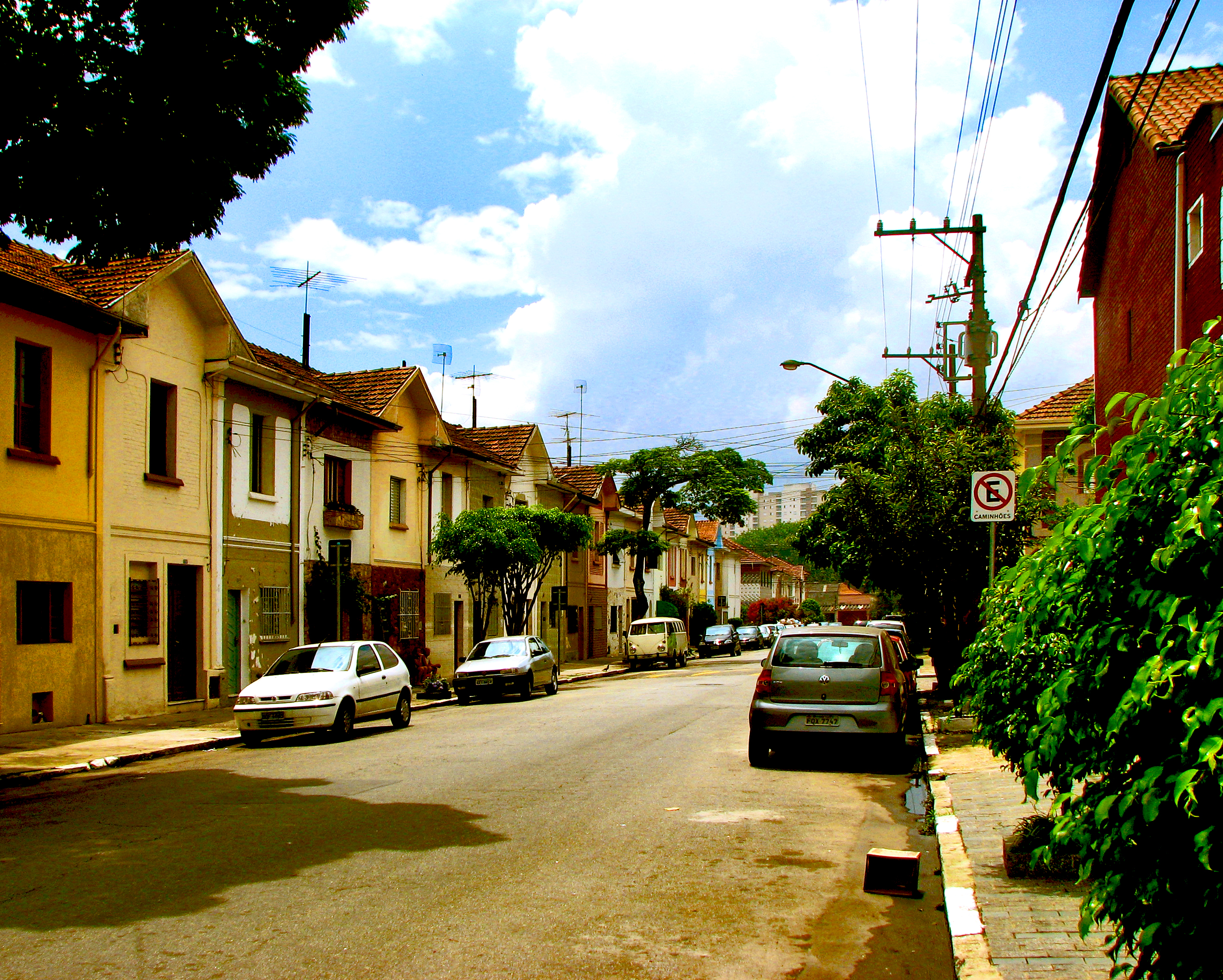
Resquícios da época industrial paulistana na Mooca, um dos bairros proletários mais conhecidos, hoje é exemplo urbanístico de casas geminadas e recuperação de fachadas.

Bairro proletário ou operário ou Vila proletária ou operária é um bairro destinado aos trabalhadores industriais, seu conceito surgiu após a Revolução Industrial, em meados do século XVIII. E sua construção em massa se deu entre 1870 e 1950, nas grandes metrópoles de países hoje desenvolvidos ou emergentes. Estão localizados nos arredores das fábricas, distantes dos centros da cidades.

## Evolução do conceito

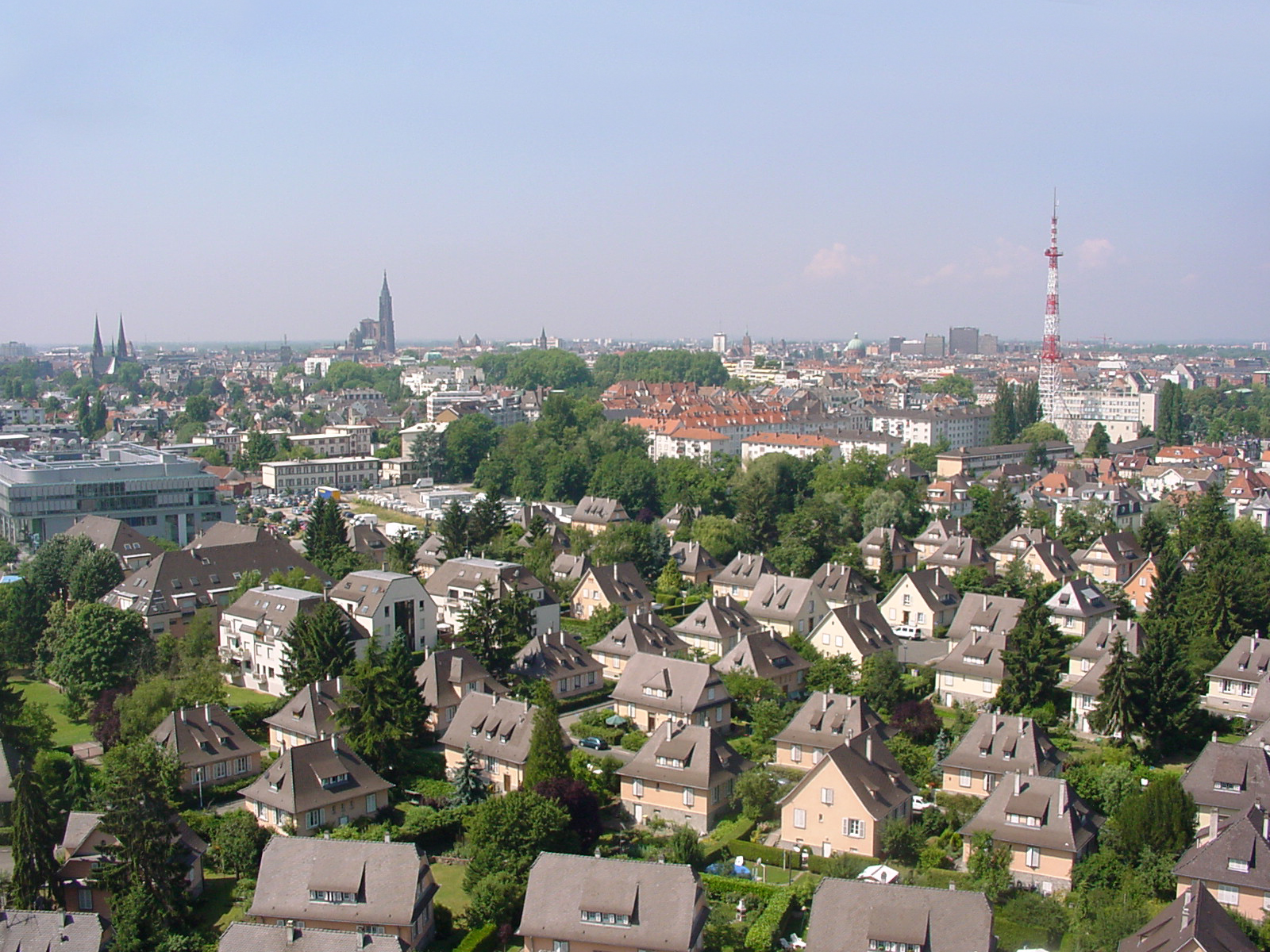
Em primeiro plano, a cidade de Ungemach, company town do início do século XX, nos arredores de Estrasburgo, França.

A revolução industrial do século XIX implicou num surto de migração para as grandes metrópoles industriais, trazendo a problemática do êxodo rural para a questão urbana. Havia a necessidade de que essas populações operárias, provenientes regiões distantes, serem rapidamente acomodadas próximas a seu local de trabalho, para evitar dispêndios com locomoção. Outro fator é que no século XIX as deploráveis condições de vida dos trabalhadores começaram a preocupar governos e industriais, visto que associou-se a ideia de que a produtividade do operário estava atrelada à sua condição de vida (incluindo moradia, condições sanitárias, lazer, educação, transporte, etc.).
Alguns capitalistas industriais adotaram uma política "paternalista" em relação à sua força de trabalho. Seria, assim, uma forma de "assumir a responsabilidade" sobre cada momento da vida do trabalhador, para garantir seu bem-estar, mas também para melhor controlá-lo. Esses padrões são marcados pelas teorias de Saint-Simon (1760-1825), que defendia uma atitude esclarecida das novas elites capitalistas. A ideia de Saint-Simon era estabelecer um "novo cristianismo", cujos fundamentos são a ciência e a indústria, e a maior meta de produção possível. Em um campo ideológico completamente diferente, Charles Fourier (1772-1837), um dos precursores do socialismo, propõe em seu livro "Teoria da Unidade Universal", o falanstério: uma organização de trabalhadores que vivem e trabalham numa cooperativa. Outros movimentos também inspiraram o desenvolvimento destas cidades, movimentos tão diversos como o catolicismo social e o higienismo, promovidas principalmente por Adolphe Burggraeve e Frédéric Japy.

### Paternalismo
O paternalismo, uma forma sutil de engenharia social, refere-se ao controle exercido pelos patrões sobre os trabalhadores, ao forçar os ideais da classe média sobre o operariado. O paternalismo foi considerado por muitos empresários do século XIX como uma responsabilidade moral, ou muitas vezes uma obrigação religiosa, que permitiria o avanço da sociedade enquanto prossecução dos seus próprios interesses capitalistas. Assim, a company town ofereceu uma oportunidade única para alcançar tais fins.
Embora existam exemplos de cidades corporativas a retratar seus fundadores como "capitalistas com consciência social", por exemplo, os moradores de Bournville, cidade construída por George Cadbury, enxergam que a construção daquela localidade foi, de maneira cínica, um estratagema economicamente viável para atrair e reter trabalhadores. Além disso, com fins lucrativos, o comércio da localidade era totalmente controlado pela empresa (Confeitos Cadbury), o que tornava inevitável a dependência do operariado, visto que se encontrava geograficamente isolado, resultando assim em um monopólio para os proprietários.

### Exemplo Pullman

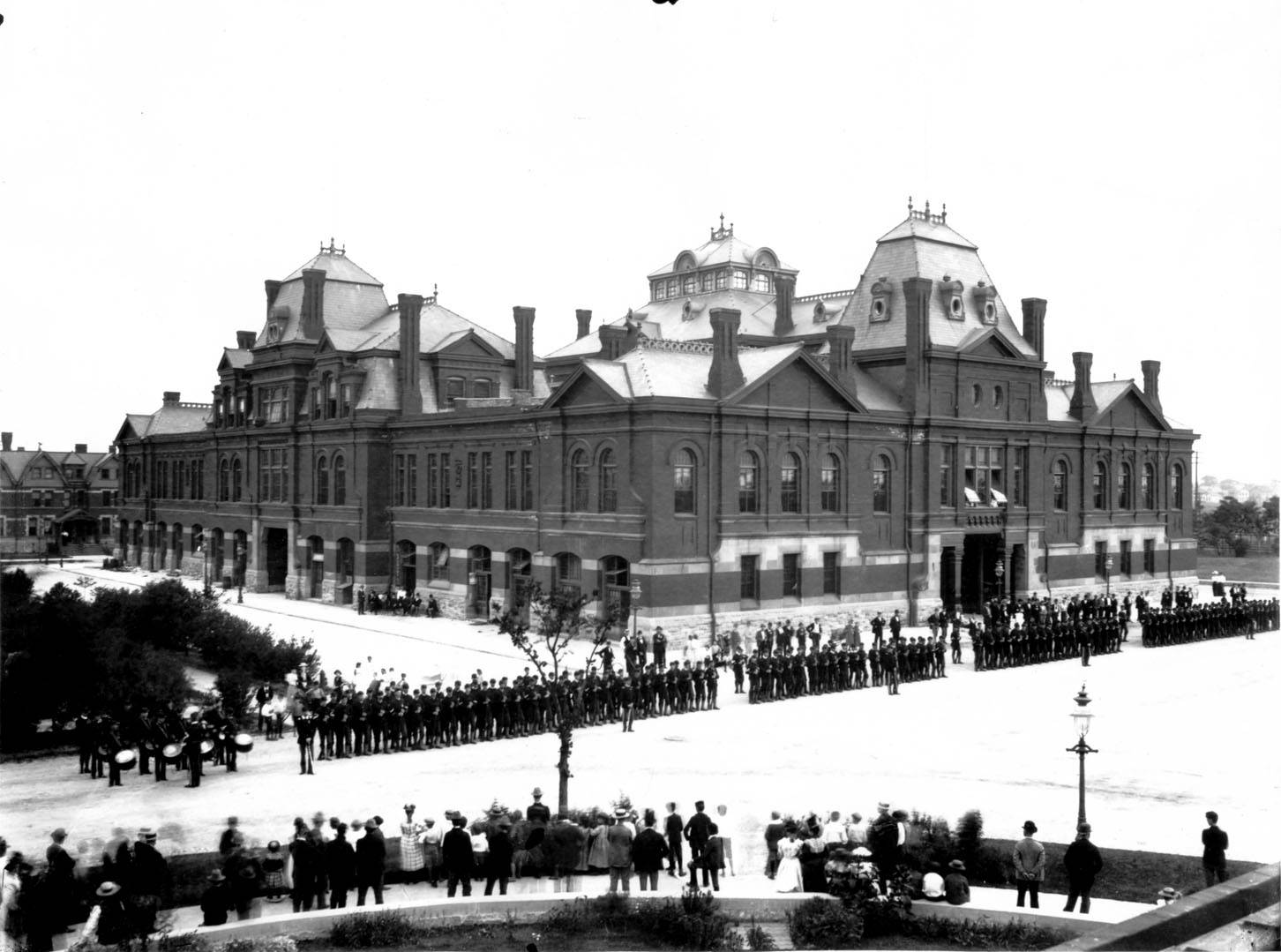
Grevistas e o cordão de isolamento da polícia em frente a Arcade Building em Chicado, durante a greve de Pullman

Um dos primeiros exemplos de vila operária nos Estados Unidos foi Pullman, uma company town-modelo nos subúrbios de Chicago, nos Estados Unidos. A cidade era inteiramente de propriedade da empresa, a Pullman Company (fabricante de vagões de trem), que disponibilizava habitação, mercados, biblioteca, igreja e entretenimento para os 6.000 funcionários da empresa e igual número de dependentes. Os funcionários eram obrigados a viver em Pullman, apesar do fato de que poderia ser encontrado um custo de vida mais barato em comunidades próximas.
A cidade prosperou, até que ocorreu o pânico econômico de 1893, quando a demanda de vagões da empresa diminuiu, e, em conformidade, os salários dos funcionários foi forçado a ser reduzido. Apesar disso, a empresa se recusou reduzir o custo de vida na cidade e o preço das mercadorias nas lojas da empresa, resultando, assim, na greve de Pullman de 1894, onde a repressão da polícia e da empresa matou 30 operários e feriu outros 57. Uma comissão nacional foi formada para investigar as causas dos distúrbios, chegando a conclusão que "o paternalismo praticado em Pullman teve culpa parcial", e foi rotulado de "antiamericano".
No entanto, outros observadores sustentaram que os princípios de Pullman foram positivos, e que ele forneceu a seus empregados uma qualidade de vida de outra forma inatingível para eles, mas reconhecem que seu "paternalismo excessivo [era] inadequado para uma economia corporativa em larga escala", causado assim a ebulição social da vila operária de Pullman. Os observadores do governo e reformadores viram igualmente a necessidade de um equilíbrio entre o controle social e cidades bem desenhadas, concluindo que uma company town modelo só teria sucesso se profissionais liberais, comerciantes independentes e funcionários de serviços públicos, atuassem como amortecedores entre empregadores e empregados, assumido um papel na concepção, planejamento e gestão das company town's. Em 1898, a Suprema Corte de Illinois julgou necessário dissolver o estatuto de company town de Pullman, tornando-a uma community area (bairro) de Chicago.

A historiadora Linda Carlson argumenta que os gestores das vilas corporativas no início do século XX acreditavam que poderiam evitar os erros cometidos por George Pullman. Ela diz que: 
| “ | ele queria criar uma vida melhor para seus empregados: habitação decente, boas escolas, e uma sociedade "moralmente edificante". Em troca... [tinha a expectativa] de que os funcionários trabalhassem duro, que se evitam os males da bebida e, mais importante, não cedessem às lisonjas de organizadores sindicais. | ” |

### Conceito dialético do trabalho

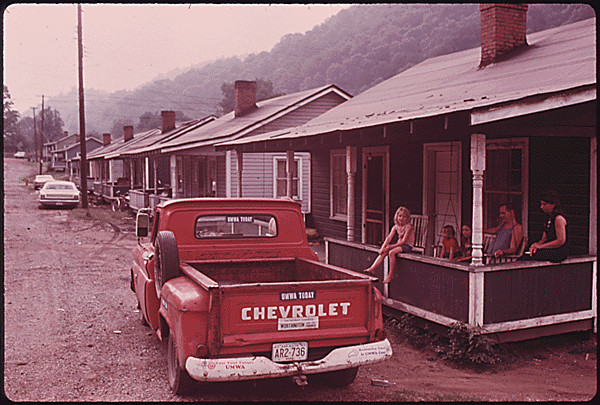
Localidade de "Rancho dos Mineiros", em Brookside, Kentucky. Em 1974 ocorreram grandes distúrbios durante uma greve com um operário morto e vários feridos. Todos os trabalhadores foram desalojados após o episódio.

Entre o final do século XIX e a primeira metade do século XX, a fábrica com a vila operária corresponderia ás relações de dominação, de resistência, de conflito e reciprocidade (patrão paternal x operário disciplinado) entre trabalhadores e o patronato.
As vilas operárias representavam, à época, uma solução para o problema habitacional da classe operária e, ao mesmo tempo, uma forma de imobilização dos trabalhadores. Eram perfeitamente funcionais, portanto. O complexo fábrica com vila operária é ao mesmo tempo fabril e sociocultural, envolvendo tanto relações de trabalho quanto relações extrafabris, em um fluxo de relações entre o espaço fabril e o espaço doméstico, entre a fábrica e a vila operária. Assim, as fábricas com vila operária formam um complexo socioeconômico, cultural e político, que o antropólogo José Sérgio Leite Lopes chama de "servidão burguesa", e que envolve: a fábrica moderna, o trabalho assalariado e o paternalismo industrial, com formas especificas de educação (escola operária), de religião (capelas com padroeiros católicos), de consumo (armazém da fábrica) e de lazer (clubes da fábrica).
As fábricas com vila operária formam um "padrão especifico de relações de dominação". São fábricas que "subordinam diretamente os seus trabalhadores para além da esfera da produção", estabelecendo relações sociais de dominação, no interior do modo de produção capitalista e no interior do conjunto de relações entre a classe operária e o patronato". Nesta situação, os patrões não são simplesmente patrões. Não se estabelece uma simples relação contratual. Os patrões são os proprietários da casas onde residem os operários, assim como, de toda a rede de serviços presentes nessas vilas (armazém, clube, capela, escola). A ameaça da perda do emprego vem junto com a ameaça da perda da casa. A subordinação dos trabalhadores têxteis era um fator gerador de medo, que pairava sobre a classe operária: medo de perder o emprego, medo de perder a casa, medo de "sujar" o nome da família diante do poder patronal, implicando danos para os familiares que viessem a, eventualmente, precisar de algum benefício futuro, como um emprego na fábrica ou uma casa na vila. A "boa conduta" era um pré-requisito para o acesso ao emprego e a moradia, e o nome da família era o código que poderia dar acesso ou barrar determinado trabalhador.
A resistência ao domínio patronal ocorria em pequenos espaços, quando as relações sociais desvencilhavam-se momentaneamente do domínio fabril. Conflitos e enfrentamentos diretos com o poder patronal ocorriam de diversas formas através da ação sindical.
A reciprocidade das relações dentro desse mundo operário se dava na medida em que o patrão oferecia emprego e moradia e o operário fabril, em troca, oferecia seu trabalho e sua conduta disciplinada, tanto no ambiente da fábrica como no ambiente da vila.

## Exemplos

### Brasil
A primeira vila operária do Brasil foi elaborado pelo fundador da Companhia Empório Industrial do Norte, Luís Tarquínio, na década de 1890 na cidade de Salvador.
Outros exemplos notórios no Brasil são o distrito de Fordlândia, projeto do industrial estadunidense Henry Ford, construído na década de 1930; e a cidade de Tucumã, construída pelo conglomerado industrial Andrade Gutierrez na década de 1980, ambas na Amazônia paraense.
Na cidade de São Paulo eram destinados aos imigrantes, e operários que estabeleceram-se, no início do Século XX na então periferia da futura metrópole. Localizados em terrenos acidentados ou nas várzeas dos rios Tamanduateí, Tietê e Pinheiros, portanto  sujeitos às diversas catástrofes naturais, não recebiam auxílio do poder público, apresentando altos graus de pobreza. Algumas das "vilas" operárias eram construídas pelas próprias empresas e apresentavam casas de pau-a-pique, cortiços, edifícios superlotados e até igrejas ou creches. A maioria das residências era geminada, pois todos os espaços eram rigorosamente aproveitados. A maioria desses bairros são até hoje chamados de Vilas.

### Catalunha
A maior densidade de cidades operárias é dada na Catalunha (Espanha), onde há quase cem, especialmente concentradas nas bacias dos rios Ter e Llobregat. Essas são aldeias de cerca de 500 habitantes, e conhecidas como colônias industriais, embora atualmente a indústria que as gerou tem fechada. A maioria pertencem à indústria têxtil e se estabeleceram nas margens de um rio a fim de aproveitar a energia hidrelétrica que fornece.

## Valorização

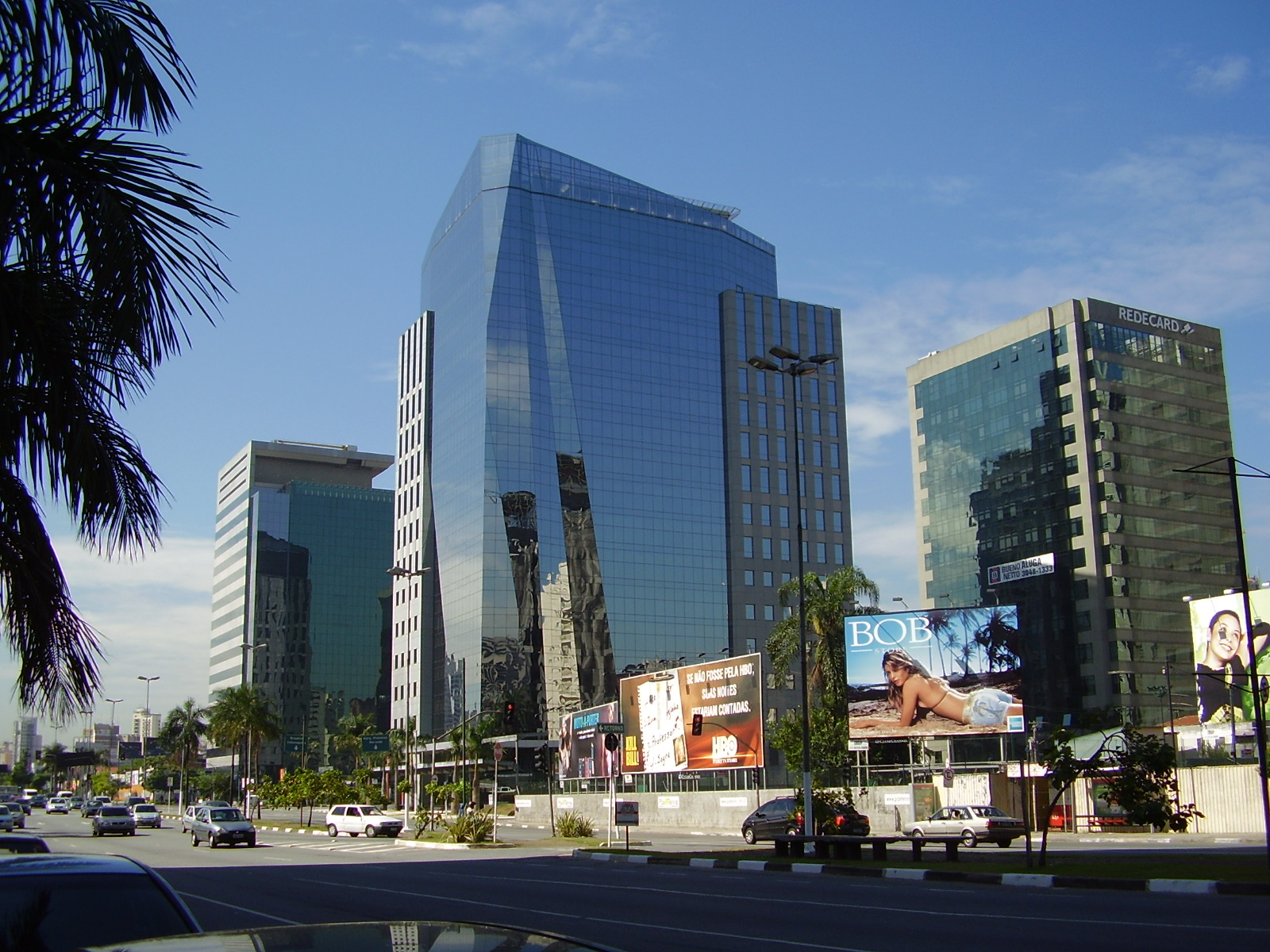
Vila Olímpia é uma exemplo de gentrificação, e hoje é uma bairro nobre de São Paulo, não guardando nenhuma marca de seu passado como bairro proletário, foi a vila com a revitalização mais bem-sucedida.

Com o passar dos anos, o crescimento das cidades fez com que essas localidades já não fossem mais distantes. Através da implantação do transporte público e de melhorias em infraestrutura como iluminação pública e re-paviventação de ruas e calçadas, houve uma valorização dessas áreas, perdendo lentamente as características proletárias e industriais. Com investimentos dos setores público e privado essas regiões pode ter sua história aproveitada, com a construção de albergues, bares, cinemas, museus, e teatros nesses imóveis de arquitetura peculiar, e com a recuperação de faixadas e que garantirão a valorização de seu metro quadrado. Atualmente alguns dos ex-bairros operários são destinados às classes: media-baixa, média, e até média-alta. Eram 26 bairros operários paulistanos: Água Branca, Brás, Bixiga, Barra Funda, Bom Retiro, Belenzinho, Cambuci, Canindé, Centro de Santana, Lapa, Lapa de Baixo, Luz, Mooca, Pari, Penha, Pompeia, Tatuapé, Vila Maria Zélia, Vila Maria, Vila Mariana, Vila Romana, Vila Anastácio, Vila Leopoldina, Vila Ipojuca, Vila Carioca e Vila Olímpia.
Na cidade do Rio de Janeiro eram sete: Andaraí, Bangu, Cachambi, Del Castilho, Estácio, Marechal Hermes e Tomás Coelho.